# 도계초등학교 동덕분교
도계초등학교 동덕분교는 대한민국 강원특별자치도 삼척시 도계읍 도상로 428(삼척시 도계읍 상덕리 89-1)에 있었던 초등학교 분교이다.

## 연혁
- 1938. 3.17 도계공립보통학교 부설 간이학교
- 1958. 4. 1 동덕국민학교 개교(4학급)
- 1996. 4. 1 동덕초등학교로 개명
- 1999. 9. 1 도계초등학교 동덕분교로 격하
- 2007. 3. 1 학생수 감소로 통폐합